# Кызыл-Бейит
Кызыл-Бейит (кирг. Кызыл-Бейит) — село в Аксыйском районе Джалал-Абадской области Кыргызстана. Входит в состав Ак-Жолского айылного аймака.

## География
Село расположено в южной части области, на берегах реки Кызыл-Бейит (правый приток Нарына), на расстоянии приблизительно 52 километров (по прямой) к востоко-северо-востоку от города Кербен, административного центра района. Абсолютная высота — 1014 метров над уровнем моря.

## Население
Согласно оценочным данным Национального статистического комитета Кыргызской Республики, численность населения села на начало 2023 года составляла 397 человек.
| год     | 2009 | 2014 | 2015 | 2020 | 2021 | 2023 |
| ------- | ---- | ---- | ---- | ---- | ---- | ---- |
| человек | 309  | 310  | 313  | 335  | 342  | 397  |